# Dominguito Fidel Sarmiento
Domingo Fidel Sarmiento (nacido como Domingo Fidel Castro; Santiago de Chile, 17 de abril de 1845-Curupayty, 22 de septiembre de 1866), conocido como Dominguito, fue hijo del comerciante chileno Domingo Castro y Calvo y la argentina Benita Martínez Pastoriza, e hijo adoptivo de Domingo Faustino Sarmiento. Tras la muerte de Castro y Calvo, Martínez Pastoriza contrajo matrimonio en 1848 con Sarmiento, de estado civil soltero —aunque ya tenía una hija, Ana Faustina Sarmiento (1832-1904).

## Biografía
Según el relato de Sarmiento, que lo adoptó formalmente en 1848, Dominguito aprendió a leer a los 4 años. Cursó los estudios primarios y secundarios en Santiago, pero tuvo que terminar el bachillerato en Argentina, en el Colegio Eclesiástico, antecedente del Colegio Nacional de Buenos Aires.
En su corta permanencia en Buenos Aires, realizó sus estudios universitarios y conoció a figuras históricas como Bartolomé Mitre, el entonces presidente argentino; Nicolás Avellaneda, que sucedería a su padre adoptivo en la presidencia; Adolfo Alsina, quien sería el vicepresidente en el gobierno de su padre adoptivo; y Dardo Rocha, quien llegaría a ser el gobernador de la provincia de Buenos Aires y fundador de la ciudad de La Plata, nueva capital provincial. Comenzó la carrera de derecho, para recibirse de abogado, pero abandonó los estudios para enrolarse en el ejército. Tanto en la universidad como en el ejército, también tuvo de compañero y de amigo a Leandro N. Alem, quien luego fundaría la Unión Cívica Radical.
De acuerdo a la visión que Sarmiento vierte en su biografía, Vida de Dominguito, publicada dos décadas después de la muerte de su hijo adoptivo, Domingo Fidel era un joven carismático, líder entre sus pares, gran intuitivo y de un fuerte sentimiento patriótico. «Abrió los ojos viendo y empezó la vida pensando», dice Sarmiento de él. Entre los pocos textos que dejó, se encuentra una introducción y traducción a París en América, del jurista liberal francés Edouard Labolulaye
Al estallar la guerra contra Paraguay, conocida como Guerra de la Triple Alianza, Dominguito decidió alistarse en el ejército argentino pese a la oposición de su madre. Se enlistó y con el grado de capitán fue jefe de la cuarta sección del Regimiento 12 de Infantería de Línea bajo el mando del teniente coronel Lucio V. Mansilla. El 22 de septiembre de 1866, cayó mortalmente herido en la batalla de Curupayty, a los 21 años de edad. En ese mismo día, poco antes de ir a la batalla, Dominguito había escrito una carta emotiva para su madre Benita Martínez Pastoriza:

22 de septiembre de 1866.

Querida Madre:

La guerra es un juego de azar. La suerte puede sonreír o abandonar al que se expone al plomo enemigo. Lo que a uno lo sostiene es el pensamiento del mañana: la ambición de un destino brillante. Esta ambición y la santa misión de defender a mi patria, me da una fe inquebrantable en mí y en el camino que he tomado. ¿Qué es la fe? No puedo explicarlo, pero me basta con tenerla. Y si el presentimiento de que no caeré en combate es sólo una ilusión que me permite tener coraje y cumplir con mi deber, te pido madre que no sientas mi pérdida hasta el punto de dejarte vencer por el dolor. Morir por la patria es darle a nuestro nombre un brillo que nada borrará, y no hay mujer más digna que aquella que, con heroica resignación, envió a la batalla al hijo de sus entrañas. Las madres argentinas transmitirán a las generaciones venideras el legado de nuestro sacrificio. Pero dejemos aquí estas líneas, que esta carta empieza a parecer una carta póstuma.

Hoy es 22 de de septiembre de 1866. Son las diez de la mañana. Las balas de grueso calibre estallan sobre el batallón. ¡Adiós madre mía!

Sarmiento recibió la noticia de la muerte de su hijo adoptivo en los Estados Unidos, donde se desempeñaba como ministro plenipotenciario de la Argentina, por medio de los enviados especiales de Bartolomé Mitre y cayó en una profunda depresión al enterarse. De inmediato escribió una serie de apuntes para biografiarlo: anécdotas de infancia con reflexiones morales sobre, por ejemplo, cómo Domingo Fidel aprendió a montar a caballo y a la vez a forjar su carácter o las travesuras escolares que moldearon su condición de fiel amigo. Esos relatos aparecen en Dominguito de modo resumido, ya que los escritos completos se extraviaron y no fueron hallados por Augusto Belín Sarmiento, su nieto y editor, sino después de la publicación de la obra, en 1866.
Sus restos arribaron a Buenos Aires procedentes del Paraguay en el vapor Río de la Plata. Inicialmente, fueron alojados en el panteón de la familia Varela, en el Cementerio de la Recoleta de Buenos Aires, por pedido de su padre a su amigo Florencio Varela; más tarde fue inhumado por separado con su propio monumento. En el mismo cementerio reposan los restos de su padre adoptivo.
Poco tiempo después Sarmiento renunció al cargo diplomático y emprende el regreso a Buenos Aires. Ya en la capital argentina, se dirigió al cementerio donde se encontraba con la tumba de Dominguito y allí pasó un largo rato muy devastado. La muerte de su hijo adoptivo marcó dolorosamente el resto de su vida.[cita requerida] En 1886, dos años antes de su muerte, Sarmiento escribió la biografía de su hijo: Vida de Dominguito, su última obra literaria.

## En la cultura y arte
La vida de Dominguito Sarmiento ha sido relatada en la película argentina Su mejor alumno (1944, de Lucas Demare), con Enrique Muiño en el papel de Sarmiento, Orestes Caviglia como Bartolomé Mitre, Ángel Magaña como Dominguito y María Esther Buschiazzo como doña Paula Albarracín, la madre de Sarmiento, entre otros.
El argumento y los diálogos, de Sixto Pondal Ríos y Homero Manzi, dan una visión edulcorada e idílica de los acontecimientos políticos en general, y de la vida y la personalidad de Sarmiento en particular, sobre todo en relación con sus responsabilidades en las conmociones políticas de la provincia de San Juan, que llevaron al asesinato del gobernador Antonino Aberastain, su amigo personal, pero en un largo proceso de violencia que había tenido su punto más alto años antes, con el asesinato de Nazario Benavídez, el «caudillo manso», enemigo personal de Sarmiento y cuyo cadáver fue vejado por una turba en plena calle.

## Reconocimientos
La ciudad de Capitán Sarmiento, cabecera del partido homónimo de la provincia de Buenos Aires, lleva su nombre.
La plaza Capitán Domingo Fidel Sarmiento, en la intersección de las calles Gándara y Berlín, Parque Chas, Buenos Aires, lleva su nombre.
La escuela N.º 9 del Distrito Escolar N.º 15 de Villa Urquiza, C.A.B.A., lleva por nombre "Dominguito".